# Владислав Горбатый
 Владислав Горбатый (1303/1305 — 1351/1352), один из польских князей периода феодальной раздробленности. Князь добжинский в 1312—1327/1328 и 1343—1351/1352 годах и ленчицкий  в 1327/1328–1351/1352 годах.

## Биография
Владислав был вторым  сыном князя Земовита Добжинского (ок. 1265—1312) и Анастасии Львовны Галицкой (ум. 1335), дочери Льва Даниловича, князя Галицкого. Представитель куяявской линии династии Пястов. 
В 1312 году после смерти отца Владислав Горбатый вместе с братьями Лешеком и Болеславом унаследовал Добжинское княжество. До 1316 году братья находились под опекой матери Анастасии Галицкой и дяди Владислава Локетка.
В 1316 году князья Владислав и Болеслав Добжинские заключили соглашение с епископом плоцким Флорианом о выплате десятины, после чего с их семьи было снято отлучение от церкви, наложенное на них из-за действий их отца в 1310 году. После начала своего самостоятельного правления они были верными сторонниками своего дяди Владислава Локетка, которому они принесли ленную присягу.
В течение всего своего правления Владислав и его брат и соправитель Болеслав пытались проводить политику, дружественную по отношению к католической церкви; 24 июня 1323 года они совместно со своей матерью основали в Рыпине госпиталь ордена Святого Гроба Господня. В 1332 году Владислав Горбатый передал в вечное владение епископу Куявии несколько деревень, включая деревню Лодзь (с 1423 года город Лодзь). 
В 1323 году после смерти своих родственников, князей галицко-волынских Андрея и Льва Юрьевичей, племянников Анастасии Львовны, князь Владислав Горбатый претендовал на Галицко-Волынское княжество. В сентябре 1323 года великий князь литовский Гедимин, также претендовавший на галицко-волынское наследство, организовал поход на Добжинское княжество; литовцы разорили Добжинь и окрестные земли.
На рубеже 1327—1328 годов из-за угрозы нападения со стороны тевтонских рыцарей-крестоносцев польский король Владислав Локетек предложил своим племянникам Владиславу и Болеславу обменять их родовое княжество на Ленчицкое княжество, а Добжинское княжество присоединил к своим владениям. С 1328 года после смерти своего бездетного младшего брата Болеслава Владислав Горбатый стал править единолично.
В 1329 году Добжинская земля была оккупирована тевтонскими крестоносцами.  В 1343 году после заключения Калишского мирного договора между Польшей и Тевтонским орденом Владислав Горбатый смог вернуть себе Добжинское княжество. Кроме того, он сохранил за собой Ленчицкое княжество до конца жизни.
Резиденцией князя Владислава Горбатого были Бобровники.
В 1351 или 1352 году бездетный князь Владислав Горбатый скончался. Место его захоронения неизвестно. После его смерти Добжинское и Ленчицкое княжества были присоединены к польской короне.

## Семья
Князь добжинский Владислав Горбатый был женат на некой Анне, происхождение которой неизвестно. Детей в этом браке не было.